# 덴마크 크로네
덴마크 크로네(덴마크어: dansker krone) 혹은 줄여서 크로네(덴마크어: krone) , 복수형 크로네르(kroner)는 1873년부터 현재까지 통용되고 있는 덴마크와 그린란드의 통화로 1 크로네는 100 외레(øre)에 해당된다. 페로 제도에서는 덴마크 크로네와 동일한 가치를 가진 페로 제도 크로나와 함께 통용된다. 1, 2, 5, 10, 20, 50 크로네 동전과 100, 200, 500, 1,000 크로네 지폐가 통용된다.

## 같이 보기
- 덴마크의 경제